# Behuria insignis
Behuria insignis är en tvåhjärtbladig växtart som beskrevs av Adelbert von Chamisso. Behuria insignis ingår i släktet Behuria och familjen Melastomataceae. Inga underarter finns listade i Catalogue of Life.